# Гринмейл
Гринмейл (или «корпоративный шантаж», англ. greenmail, неологизм от англ. greenback «долларовая банкнота» + англ. blackmail «шантаж») — требование о выкупе акций фирме-эмитенту, менеджменту или текущему владельцу фирмы-эмитента по цене, значительно превышающей рыночный курс. В случае отказа, гринмейлер угрожает провести враждебное поглощение, либо создать сложности в функционировании фирмы-цели вплоть до парализовывания её работы путём злоупотребления законными правами миноритария.
Примером гринмейла может быть частый запрос миноритарным акционером выписки из реестра акционеров и бухгалтерской отчётности, что требует от компании-цели значительных ресурсов.
Гринмейл похож на корпоративное рейдерство, в частности — часто направлен на недооценённые компании, то есть на компании, стоимость активов которых превышает стоимость их рыночной капитализации. Однако целью рейдера является захват фирмы-цели, а целью гринмейлера — лишь получение платежей (см. рэкет).
В отличие от «чёрного рейдерства», гринмейл обычно расценивается (юридически) лишь как действие на «грани этичности».
Ведь нередко гринмэйлерами становятся вполне добросовестные миноритарии, интересы которых последовательно не замечают в компании и потому они вынуждены бороться за свои права, в том числе, «огрызаясь» гринмейлом.
Выделенный в корпоративной структуре хранитель активов может эффективно защитить от гринмейла (как и от корпоративного рейдерства вообще).
Одним из известных финансистов, специализирующихся на гринмейле, считается Карл Айкан.